# إبراهيم السلماسي الكاظمي
الميرزا إبراهيم بن إسماعيل بن زين العابدين بن محمد بن محمد باقر السلماسي الكاظمي (1274 هـ - 1342 هـ). هو رجل دين شيعي عراقي من أصول آذرية إذ هاجر جدّه زين العابدين من مدينة سلماس الآذرية، وتوطِّن بالكاظمية فأُضيف لهم لقب الكاظمي كما نُسبوا إلى بلدهم الأصلي سلماس فصار يُقال لهم السلماسي.
وكانت ولادته بالكاظمية في الثامن عشر من ذي الحجَّة 1274 هـ، وكان يأُم المصلين في صحن الكاظمية، وكانت بداية دراسته الحوزوية في الكاظمية عند علماء الشيعة فيها، ثم سافر إلى سامراء فحضر دروس محمد حسن الشيرازي، وعاد في فترة لاحقة إلى الكاظمية بأمر والده، وقبل وفاة والده بعشر سنين، وبعد وفاة والده، قام بإلقاء البحوث والدروس وأقام صلاة الجماعة.

## مشايخه
درس السطوح في الكاظمية؛ فقرأ النحو على علي آل السيد محسن الأعرجي الكاظمي، والمنطق على موسى بن محمود الجزائري، والبيان عند عمه محمد باقر، والأصول عند محمد بن كاظم الكاظمي، وعباس الجصاني، ومحمد حسين بن آقا الهمداني، والفقه عند مرتضى بن أحمد بن حيدر البغدادي الكاظمي، وحضر دروس البحث الخارج في الفقه والأصول عند محمد حسن آل ياسين، وقرأ في سامراء على محمد حسن الشيرازي، كما أنَّه يروي بالإجازة عن إبراهيم الدنبلي الخوئي.

## وفاته
توفي بمسقط رأسه الكاظمية سنة 1342 هـ، ويحكي صاحب الأعيان أنه شيع تشييعاً عظيماً، وصلى عليه راضي الخالصي الكاظمي ودفن في الرواق الشرقي بجنب جده وأبيه وعمه مقابل قبر المفيد.

### كتب
- أعيان الشيعة. محسن الأمين، طبع بيروت - لبنان، تاريخ الطبع مفقود، منشورات دار التعارف.

### إشارات مرجعية
1. 1 2 3  
الأمين، محسن. أعيان الشيعة - ج2. ص. 112. مؤرشف من الأصل في 2019-12-09.